# Chuggington: A téli mentőakció
A Chuggington: A téli mentőakció (eredeti cím: Chuggington: Snow Rescue) színes, brit: angol televíziós 3D-s számítógépes animációs film, amely a Chuggington karácsonyi különkiadása. 
Magyarországon 2014. december 24-én a Minimax-on adták le.

## Ismertető
A történet: Chuggingtonban játszódik. A főszereplők: a mozdonyok. A tanoncok általában fontos feladatokat kapnak, amely során nagy kalandokba keverednek. Ezennel egészen különleges kalandban vesznek részt, amelyben rendkívül szükség van a segítségükre.

## Szereplők
- Bruno – A sárga-kék színű mozdony, legtöbbször lassan megy a biztonság érdekében.
- Wilson – A piros színű mozdony, sokszor feledékeny és figyelmetlen.
- Koko – A zöld-lila-szürke színű mozdony, a mozdonyok közül az egyik leggyorsabb.
- Piper – A narancssárga színű mozdony, általában átlagos sebességgel megy.
- Hoot – Az egyik kék-fehér színű mozdony, a mozdony páros közül.
- Toot – A másik kék-fehér színű mozdony, a mozdony páros közül.